# Szutta-nipáta
A Szutta-nipáta (szó szerint: „Lezuhanó szutták”) buddhista írás, szutták gyűjteménye a théraváda buddhizmushoz tartozó, páli kánon részét képező Khuddaka-nikájában. Minden szuttáját a történelmi Buddha végső nirvánája előttinek tartják. A buddhizmuson belül ez a szutta nagy tiszteletnek örvend és gyakran idézik. Különösen a buddhista morál szempontjából fontos forrás. Javarészt időmértékes metrikus versekből áll, de akad benne próza is. Öt részből áll:
- Uraga-szutta – A kígyó
- Csúlavagga – a rövidebb kifejtés
- Mahávagga – a hosszabb kifejtés
- Atthaka-vagga – az oktett fejezet
- Párájana-vagga – fejezet a túlpartra való útról

Ezek közül az első négy tartozik össze. Ezek összesen 54 költeményt tartalmaznak. Az ötödik egy önálló mű, amely tizenhat részre tagozódik. A Szutta-nipáta abban a korban keletkezett, amikor parázs vita folyt a brahmanizmus eszméivel és intézményeivel kapcsolatban. A buddhizmus megkérdőjelezte az uralkodó társadalmi, szociális és gondolkozási struktúrát – főleg az áldozati rituálékat mint a mágikus világkép kifejeződését, valamint a bráhmanák prioritását. A Szutta-nipáta tükrözi saját korszakának tényleges társadalmi helyzetét és konfliktusait.
Egyes tudósok – mint például Bhikkhu Bodhi és K. R. Norman – úgy vélik, hogy ez a szutta tartalmazza a legrégibb buddhista gyakorlatokat. A kínai buddhista kánonban, az Atthakavagga egyik verziója fennmaradt a mai napig. A nipáta egy szanszkrit verziójának egy töredéke szintén fennmaradt.

### Angol fordításai
- Tr Viggo Fausböll, in Sacred Books of the East, volume X, Clarendon/Oxford, 1881
- Buddha's Teachings, fordító: Robert Chalmers, Lord Chalmers, Harvard Oriental Series, 1932
- Woven cadences of early Buddhists, fordító: E. M. Hare. Sacred Books of the Buddhists vol.15, repr. - London: Oxford University Press, 1947
- The Group of Discourses, fordító: K. R. Norman, 1984, Pali Text Society, Bristol
- fordító: Saddhatissa, Curzon, London/Humanities Press, New York, 1985
- fordító: N. A. Jayawickrama, University of Kelaniya, 2001